# Памятники Самары

## Именные памятники
| Название                                                             | Фото | Адрес | Авторы (архитекторы; скульпторы) Примечания | Год установки    |
| -------------------------------------------------------------------- | ---- | --- | --- | ---------------- |
| Бюст Александра Пушкина                                              |      | ул. Льва Толстого 94, Дворец культуры железнодорожников имени А. С. Пушкина.), координаты: 53°11′54″ с. ш. 50°05′51″ в. д. | Скульптор — Вадим Рейтлингер | 1904             |
| Памятник Владимиру Ленину                                            |      | пл. Революции, координаты: 53°11′08″ с. ш. 50°05′15″ в. д.                                                                 | Архитектор — Владимир Витман, скульптор — Матвей Манизер В 1918 г. на постаменте памятника располагались медальоны Карла Маркса, Владимира Ленина, Льва Троцкого и Карла Либкнехта. | 1927             |
| Памятник Василию Чапаеву                                             |      | пл. Чапаева | Архитектор — Иосиф Лангбард, скульптор — Матвей Манизер | 1927             |
| Памятник Валериану Куйбышеву                                         |      | пл. Куйбышева | Архитектор — Ной Троцкий, скульптор — Матвей Манизер | 1938             |
| Обелиск на месте захоронения Николая Щорса                           |      | | Архитектор — Алексей Моргун, скульптор — Фролов А. И. | 1954             |
|                                                                      |      | на территории Иверского женского монастыря                                                                                 | Скульпторы — Вячеслав Клыков, Иванович А. И. | 27 мая 1994 года |
| Памятник Владимиру Высоцкому                                         |      | сквер им. Высоцкого, перес. ул. Ленинградской и Галактионовской                                                            | Скульптор — Иван Мельников. | 2000             |
| Памятник Святителю Алексию, покровителю Самары                       |      | | Архитектор — Александр Темников. | 2000             |
| Памятник Святому Сергию Радонежскому                                 |      | | Скульптор — Иван Мельников, архитектор — Александр Темников. | 2 июня 2001 года |
| Памятник Святым равноапостольным братьям Кириллу и Мефодию           |      | Барбошина поляна, ул. Ново-Садовая, 260                                                                                    | Скульптор — Вячеслав Клыков Установлен у входа в храм святых Кирилла и Мефодия. Высота — около 5 метров, вес с постаментом — более 40 тонн. | 2001             |
| Памятник Антону Чехову                                               |      | сквеp имени Чехова | Скульптор — Иван Мельников Открытие памятника состоялось в 2004 году и было приурочено к 100-летию со дня смерти писателя. Трёхметровая скульптура писателя, стоящего на метровом постаменте с тростью в руке, выполнена из белого известняка. Памятник на собственные деньги установил местный предприниматель Павел Коровин. | 2004             |
| Памятник Владимиру Середавину                                        |      | 53.2596536\|50.2429665} | | 2006             |
| Памятник А.Н. Толстому                                               |      | Музей-усадьба А. Толстого, улица Фрунзе, 155                                                                               | Скульптор - Денис Стритович Открытие состоялось 7 сентября 2024 года, возле музея-усадьбы писателя, на ул. Фрунзе, Алексей Толстой изображён в сидячей позе. Рядом стоит маленький памятник Мальвине и Артемону, персонажам из сказки «Золотой ключик, или Приключения Буратино». Особенностью данных Памятников является способность к аудиальному воспроизведению голоса самого писателя и голоса персонажей. | 2024             |
| Памятник Владимиру Высоцкому                                         |      | ул. Молодогвардейская ул.; Самарский Дворец спорта                                                                         | Скульптор — Михаил Шемякин Открытие памятника состоялось 25 января 2008 года в день 70-летия актёра и барда. Бронзовый памятник представляет собой многофигурную скульптурную композицию. в центре — фигура Высоцкого в роли Гамлета и с гитарой в руках. С правой стороны — фигура мужчины в плаще, олицетворяющая «чёрного человека» (о котором пел Высоцкий) и те губительные силы, что сопровождали его по жизненному пути. Слева на фоне решетки — фигура надзирателя со связкой ключей. Ближе к центру — фигура женщины с лицом Марины Влади, символизирующая Возлюбленную и Музу Высоцкого. Высота памятника — 5 метров, площадь композиции — 25 м². | 2008             |
| Памятник Благоверным князю Петру и княгине Февронии Муромским        |      | пл. Славы 53°12′16″ с. ш. 50°06′41″ в. д.                                                                                  | Скульптор — Константин Чернявский Открытие памятника состоялось 8 июля 2011 года. | 2011             |
| Бюст конструктора Николая Кузнецова                                  |      | п. Управленческий, сквер им. Николая Кузнецова                                                                             | Архитектор Н. А. Красько, скульптор М. К. Аникушин Николай Дмитриевич Кузнецов — советский генеральный конструктор авиационных и ракетных двигателей. Академик, действительный член АН СССР и РАН, дважды Герой Социалистического Труда, почетный гражданин г. Куйбышева(Самары). Открытие памятника 25 июня 2001 года, к юбилею. | 2001             |
| Памятник первому воеводе и основателю города князю Григорию Засекину |      | Полевой спуск | Открытие памятника состоялось 12 сентября 2014 года Скульптор — Карен Саркисов |                  |
| Бюст Михаила Фрунзе                                                  |      | Заводское ш., 29 | Архитектор — Маслов В. С, скульпторы — Иванов В. С., Алексей Королюк |                  |
| Памятный крест Шихобаловым Антонию, Емилиану, Михею и Матфею         |      | Кафедральный собор | [ 5 ] |                  |
| Памятный крест на могиле Петра Алабина                               |      | Иверский женский монастырь                                                                                                 | [ 6 ] |                  |
| Памятник Максиму Горькому                                            |      | Струковский сад | Скульптор — Игорь Фёдоров. |                  |
| Памятник Дмитрию Карбышеву                                           |      | парк культуры и отдыха имени 30-летия Победы)                                                                              | [ 7 ] |                  |
| Памятник Сергею Кирову                                               |      | пл. Кирова | Скульптор — Иванов О. Н. |                  |
| Памятник Глебу Кржижановскому                                        |      | (локомотивное депо им. Кржижановского)                                                                                     | |                  |
| Памятник Валериану Куйбышеву                                         |      | ул. Бакинская | |                  |
| Памятник Николаю Пирогову                                            |      | пересечение ул. Полевой и пр. Ленина, территория Городской больницы № 1 им. Н. И. Пирогова                                 | |                  |
| Памятник Владимиру Ленину                                            |      | пересечение ул. Рабочей и Садовой                                                                                          | |                  |
| Памятник Владимиру Ленину                                            |      | пл. з-да Металлург | [ 9 ] |                  |
| Бюст Владимира Ленина                                                |      | На территории Хлебозавода № 9, Московское шоссе                                                                            | |                  |
| Бюст Владимира Ленина                                                |      | ул. Авроры, 209 у входа в гостиницу «Октябрьская», в районе Центрального автовокзала                                       | |                  |
| Памятник лётчице Ольге Санфировой                                    |      | пересечение ул. Аэродромной и Революционной                                                                                | Архитектор — Ю. И. Мусатов, скульптор — Александр Головин. |                  |
| Памятник Сергею Павловичу Королёву                                   |      | ул. Московское шоссе, д. 34 53°12′45″ с. ш. 50°10′43″ в. д.                                                                | А. А. Апполонов Бюст изготовлен из бетона, окрашенного под бронзу, установлена в рамках проекта «Аллея Российской славы». Вес бюста составляет около 1200 кг. | 2011             |
| Памятник Александру Масленникову                                     |      | Расположен за зданием Ново-Садовая улица, 106Г корпус 2. (территория бывшего завода ЗиМ) 53°12′58″ с. ш. 50°08′43″ в. д.   | Скульптор Губарев В. А. | 1970             |
| Памятник режиссёру Эльдару Рязанову                                  |      | ул. Фрунзе, 120 53°11′34″ с. ш. 50°05′33″ в. д.                                                                            | Важа Микаберидзе Памятник установлен рядом с домом, где родился известный режиссёр. Это первый в России памятник Эльдару Рязанову. | 27 октября 2017  |
| Памятник Дмитрию Шостаковичу                                         |      | сквер на пл. Куйбышева со стороны ул. Красноармейской                                                                      | Скульптор Зураб Церетели Бронзовая скульптура высотой около 3,5 метра и весом около 7 тонн. | сентябрь 2019    |
| Памятник Дмитрию Козлову                                             |      | сквер на пл. Козлова, рядом с музеем «Самара космическая»                                                                  | Скульптор — Карен Саркисов. | октябрь 2019     |
| Памятник Константину Головкину                                       |      | улица Ленинградская, 72 | Скульптор — Николай Жуков Легендарный самарский купец и меценат жил неподалёку от этого места. | 17 декабря 2021  |

## Мемориалы войнам и пострадавшим от войн
| Изображение и название                                                                      | Адрес                                                                         | Дата постройки Архитектор Описание |
| ------------------------------------------------------------------------------------------- | ----------------------------------------------------------------------------- | --- |
| Героям 21-й армии                                                                           | пересечение проспекта Ленина и ул. Осипенко                                   | [ 18 ] |
| Горельеф «Скорбящей Матери-Родине»                                                          | пл. Славы                                                                     | 1971 Скульптор — Бондаренко П., Кирюхин О. Архитектор — Самсонов А. Вечный огонь монумента был зажжён 5 ноября 1971 года — в год 30-летия начала Великой Отечественной войны в память о 225 тысячах уроженцах Куйбышева и Куйбышевской области, павших на полях сражений. Огонь горит в окружении пилонов, на которых высечены имена Героев Советского Союза и полных кавалеров орденов Славы. |
| Мемориал самарцам, погибшим в необъявленных войнах                                          | перес. ул. Мичурина и Осипенко                                                | Открыт 4 октября 2001 года. Скульпторы — Борис Чёрствый, Владимир Обухов, архитектор — Александр Темников |
| Мемориал Героев Советского Союза и Российской Федерации 2 гвардейской Краснознаменной армии | ул. Фрунзе 165, здание Окружного дома офицеров                                | 2005 Скульптор — Вадим Рейтлингер |
| Памятник малолетним узникам фашистских концлагерей                                          | Парк культуры и отдыха имени 30-летия Победы                                  | Скульптор — Иван Мельников. Памятник открыт 26 октября 2007 года по инициативе Самарского регионального отделения Общероссийской общественной организации «Российский союз бывших малолетних узников фашистских концлагерей» |
| Памятник Жителям блокадного Ленинграда                                                      | Парк культуры и отдыха имени 30-летия Победы                                  | 22 июня 2016 Скульптор — Иван Мельников. |
| Памятник воинам-интернационалистам                                                          |                                                                               | 1989 Автор проекта — Купреев Виктор Александрович Памятник открыт в 1989 году по инициативе начальника 2-го отдела КПтИ. Памятник посвящен воинам-интернационалистам, студентам КПтИ, погибших во время исполнения интернационального долга в ходе конфликта 1979—1989 годов в ДРА. |
| Памятник «Несовершеннолетним труженикам тыла 1941—1945 годов благодарная Самара»            | пересечение улиц Осипенко и Ново-Садовой                                      | Установлен 12 июня 1996 года. Скульптор — Иван Мельников. |
| Обелиск борцам Революции 1917 года                                                          | пересечение ул. Ново-Садовой и Луначарского                                   | 1960 год Скульптор — Годзевич А. В. |
| Обелиск воинам, павшим в Великую Отечественную войну                                        | Городское кладбище                                                            | 1965 год Скульптор — П. Горянков, архитекторы — Р. Аракелян, В.Каркарьян, Ю. Мусатов, Ю. Храмов. |
| Солдат Победы                                                                               | парк Металлургов                                                              | Открыт 9 мая 1995 года в честь 50-летия Победы над фашизмом. |
| Стела памяти о воинах-самарцах, павших в годы Великой Отечественной войны                   | улица Георгия Димитрова                                                       | |
| Стела павшим в годы Великой Отечественной войны                                             | п. Сухая Самарка                                                              | |
| «Рында»: композиция, посвящённая героям Первой мировой войны                                | Набережная Волги, Некрасовский спуск.                                         | 2014 год |
| Памятный знак в честь погибших моряков                                                      | набережная реки Волги                                                         | «Вечная память кораблям, судам и людям. История она не в книге, она идёт с тобой. У якоря, что у дороги, остановись постой.» |
| Памятник Юнгам ВМФ                                                                          | Находится возле пересечения улиц М. Горького и Некрасовской.                  | [ 23 ] |
| Стела в честь победы в Великой Отечественной войне                                          | парк культуры и отдыха имени 30-летия Победы                                  | [ 24 ] |
| Герои Советского Союза - жители Железнодорожного района                                     | детский парк имени Щорса                                                      | Открыт в 2008 году. |
| Памятная стела «Они сражались за Родину»                                                    | Стела на территории бывшего авторемонтного завода, угол Гаражной и 4 проезда. | В настоящее время на территории ведутся активные строительные работы, стела временно перемещена к небольшому 1-этажному зданию, её видно с 4 проезда, сквозь сетчатый забор. Стела представляет собой солдата в форменной одежде с поднятой вверх правой рукой, в которой вроде бы оружие, издалека сложно разглядеть.                                                                         |

## Монументы
| Изображение и название                                              | Адрес                                                          | Дата постройки Архитектор Описание |
| ------------------------------------------------------------------- | -------------------------------------------------------------- | --- |
| Монумент Славы                                                      | пл. Славы                                                      | 1971 Скульптор — П. Бондаренко, О. Кирюхин, Архитектор А. Самсонов. Один из главных символов города. Открыт 5 ноября 1971 года. На 40-метровом пьедестале — 13-метровая фигура рабочего, держащего в поднятых руках крылья. Памятник символизирует собой вклад самарцев в создание авиационной промышленности страны. |
| Красное знамя                                                       | пересечение улиц Красноармейской и Чапаевской                  | 1970 год Архитектор — Алексей Моргун, скульпторы — Игорь Фёдоров, Фролов А. И. |
| Стела «Ладья»                                                       | Октябрьская набережная                                         | 1986 год Стела установлена в честь 400-летия образования Самары. Архитекторы — Игорь Галахов и Анатолий Янкин. |
| Мемориал на месте захоронения жертв репрессий 1930—1940 годов       | Московское шоссе, парк имени Юрия Гагарина                     | 1989 год Открыт 30 октября 1989 года по инициативе историко-просветительского общества «Мемориал» (автор — Александр Темников). |
| Памятный знак жертвам аварии на Чернобыльской АЭС                   | парк имени Ю. Гагарина                                         | Открыт 26 апреля 2001 года. |
| Памятник жертвам геноцида армян 1915 года и землетрясений в Армении | Постников овраг, ул. Ново-Садовая                              | Установлен в ноябре 2003 года рядом с Армянской апостольской церковью Святого Креста «Сурб Хач». |
| Стела в честь 150-летия Самарской Губернии                          | пересечение улиц Ленинградской и Куйбышева                     | [ 27 ] |
| Наградные знаки Куйбышевской области                                | пл. имени Валериана Куйбышева                                  | |
| Памятник покорителям космоса                                        | ул. Юрия Гагарина                                              | |
| Мемориальная композиция, посвящённая Валерию Грушину                | ул. Молодогвардейская, 151; корпус № 1 Самарского университета | Композиция символизирует корпус гитары и 6 струн. В 2001 году на фасаде корпуса у композиции установлена мемориальная доска. |
| Крепость Самара                                                     | ул. Водников                                                   | 1986 год Деревянная декоративная башня построена к 400-летию Самары студенческой группой архитектурного факультета Куйбышевского строительного института под руководством доцента Н. А. Красько. |

## Техника
| Изображение и название                                        | Адрес | Дата постройки Архитектор Описание |
| ------------------------------------------------------------- | --- | --- |
| Самолет-штурмовик Ил-2                                        | пересечение Московского ш. и пр. Кирова                                                                               | 1975 Скульптор — Игорь Фёдоров, архитектор — Алексей Моргун. Памятник трудовой и боевой славы куйбышевцев в годы Великой Отечественной войны ,                                |
| Памятник шоферам, погибшим в годы Великой Отечественной войны | пересечение ул. XXII партсъезда и Юрия Гагарина 53°12′11″ с. ш. 50°14′19″ в. д.                                       | Установлен 15 мая 1985 года. Знаменитый автомобиль ЗИС-5 установлен на постаменте.                                                                                            |
| Макет многоразовой космической системы «Энергия» — «Буран»    | пересечение Московского ш. и ул. Маломосковской 53°12′42″ с. ш. 50°10′35″ в. д.                                       | Установлен в октябре 1997 года в честь 55-летия Самарского государственного аэрокосмического университета.                                                                    |
| Памятный комплекс ракеты-носителя «Союз»                      | пересечение пр. Ленина и ул. Ново-садовой                                                                             | 2001 Архитектор — В. Жукова и Александр Темников. Один из самых известных памятников в городе. Данная ракета производилась в Самаре                                           |
| Маневровый паровоз 9П                                         | пересечение 1-го Безымянного пер. и ул. Дыбенко 53°12′25″ с. ш. 50°13′42″ в. д.                                       | Скульптор — Бондаренко П., Кирюхин О. Архитектор — Самсонов А. Подарок Башкирского отделения Куйбышевской железной дороги Самарской государственной академии путей сообщения. |
| Вагон трамвая                                                 | пересечение ул. Полевой и Мичурина 53°11′58″ с. ш. 50°07′53″ в. д.                                                    | 1971 Моторный вагон серии ХК № 12, изготовлен в Куйбышевских вагоноремонтных мастерских в 1958 году.                                                                          |
| Монумент боевой Славы «Танк Т-34»                             | пересечение ул. Маршала Устинова и бульвара Ивана Финютина в микрорайоне Крутые Ключи 53°19′19″ с. ш. 50°18′44″ в. д. | 2014 Танк Т-34 изготовлен в 1948 году. |

## Фонтаны
| Изображение и название          | Адрес                                                   | Дата постройки Архитектор Описание |
| ------------------------------- | ------------------------------------------------------- | --- |
| Фонтан в честь 30-летия Победы  | Самарская пл.                                           | Торжественно открыт 9 мая 1975 года. Архитекторы — Ваган Каркарьян и В. А. Борисов, художник — Р. Н. Баранов, дендролог — В. П. Санина. |
| Фонтан в честь 40-летия Победы  | пл. Героев 21-й Армии, ул. Осипенко                     | 1985 Самый большой фонтан Самарской области                                                                                             |
| Фонтан «Самара»                 | набережная р. Волга, ул. Максима Горького               | Фонтан из 620 струй. |
| Фонтан в парке Металлургов      | парк Металлургов                                        | [ 29 ] |
| Фонтан имени Юрия Гагарина      | ул. Гагарина, возле Управления Самарского Метрополитена | |
| Фонтаны на ул. Ленинградской    |                                                         | |
| Фонтан в Струковском парке      |                                                         | |
| Фонтан в Струковском парке      |                                                         | |
| Фонтаны на улице Стара-Загора   |                                                         | |
| Фонтан возле кинотеатра «Шипка» |                                                         | с 2009 года не работает |
| Фонтан на ул. 22-Партсъезда     |                                                         | |
| Фонтан в сквере Высоцкого       |                                                         | |

## Скульптуры, малые формы
| Изображение и название                   | Адрес                                                                            | Дата постройки Архитектор Описание |  |
| ---------------------------------------- | -------------------------------------------------------------------------------- | --- |  |
| Памятник отопительной батарее            | Волжский проспект                                                                | 2005 год Открытие бронзовой композиции скульптора Николая Куклева — кошки, которая нежится на подоконнике над батареей отопления — было приурочено к 150-летию изобретения отопительной батареи. Прообразом скульптурной композиции на стене Самарской ГРЭС стали старейшие в городе отопительные радиаторы, которые в начале XX века были установлены в здании Самарского художественного музея. Батареи богато украшены орнаментом в стиле эпохи модерн. |  |
| Водная лыжница                           | набережная реки Волги                                                            | |  |
| Девочка в платке                         | набережная реки Волги                                                            | |  |
| Идущая Клио                              | Октябрьская набережная р. Волги                                                  | |  |
| Купальщица                               | набережная реки Волги                                                            | [ 30 ] |  |
| Лось                                     | В парке у завода «Мягкой кровли»                                                 | Давно заброшен, как и парк, требует реставрации |  |
| Мальчик и девочка                        | пересечение ул. Куйбышева и Красноармейской, Струковский сад                     | Фигура мальчика и девочки с зонтом была установлена в Струковском саду ещё в XIX веке, однако после реконструкции Сада в середине XX века её убрали в хранилище. Возвращена на прежнее место в 2004 году. |  |
| Белый танец                              | Октябрьская набережная                                                           | |  |
| Ра                                       | Октябрьская набережная                                                           | |  |
| Приют ветров и духов                     | Октябрьская набережная                                                           | |  |
| Работник с искусственным спутником Земли | набережная реки Волги                                                            | |  |
| Волна                                    | Октябрьская набережная                                                           | [ 32 ] |  |
| Самарский козёл                          | Струковский сад                                                                  | |  |
| «Самарский козёл»                        | озеро на ул. Аэродромной                                                         | Находится в плачевном состоянии. У фигуры животного отломаны рога. |  |
| Счастливая семья                         | Центральный парк культуры и отдыха                                               | В плохом состоянии. |  |
| Счастливая семья                         | Красноглинское шоссе, возле поселка Красная глинка                               | Памятник был отреставрирован в 2010 году, покрашен бронзовой краской, постамент облицован плиткой. С начала 2012 года появились следы продолжающегося разрушения. |  |
| Дама с ракеткой                          |                                                                                  | Скульптура установлена Самарской федерацией тенниса к 100-летнему юбилею самарского тенниса |  |
| Памятник Юрию Деточкину                  | Комсомольская площадь                                                            | Установлен 8 ноября 2012 года |  |
| Памятник товарищу Сухову                 | набережной реки Волги                                                            | Памятник красноармейцу Сухову из кинофильма «Белое солнце пустыни» установлен в 2012 году |  |
| Буратино                                 | Улица Фрунзе около Самарского литературного музея (дома, где жил А. Н. Толстой). | Автор: Степан Карслян Скульптура имеет портретное сходство с артистом Дмитрием Иосифовым, сыгравшим Буратино в одноимённом фильме, актёр принимал участие в церемонии открытия скульптуры 15 сентября 2013 года. Мнения относительно скульптуры разделились. С одной стороны, она получила премию «Звёздный мост». С другой — вызвала категорическое неприятие у некоторых зрителей. «Памятник Буратино чудовищный и не соответствует ни образу, ни духу сказки Толстого. У бронзового Буратино омерзительное выражение лица, отвратительный нос. Он скорее похож на девочку. Лучше всего его снести», — заявила Татьяна Толстая, внучка писателя. |  |
| Бравый солдат Швейк                      | Перекрёсток улиц Куйбышева и Некрасовской                                        | Установлен 15 ноября 2013 года возле дома, где жил Ярослав Гашек. Скульптор Николай Куклев изобразил Швейка сидящим на пороховой бочке и курящим трубку; возле Швейка сидит собака. Бронза. |  |
| Рыбка                                    | Бульвар на ул. Челюскинцев, спуск к Ладье.                                       | Архитектор: Степан Карслян Скульптурная композиция представляет собой изображение рыбы, габариты которой 2500 на 1000 на 1000 мм, она выполнена из бетона, покрашенного под бронзу. |  |
| У слона                                  | Московское шоссе, 15                                                             | 2010 |  |
| Колыбель человечества                    | набережная реки Волги (Первомайский спуск)                                       | Скульптурная композиция установлена по инициативе Ротари-клуба в октябре 2014 года. Автор — Владимир Смирнов. Изготовлена из стеклопластика |  |
| Бурлаки на Волге                         | набережная реки Волги, Ленинградский спуск, около фонтана «Парус»                | Скульптурная композиция из бронзы установлена 11 сентября 2014 года. Автор — самарский скульптор Николай Куклев. По одноимённой картине И. Е. Репина. |  |
| Дядя Стёпа милиционер                    | перекрёсток улиц Ленинградской и Молодогвардейской                               | 6 ноября 2015 года Автор: Зураб Церетели Скульптурная группа по мотивам стихотворения Сергея Михалкова |  |
| Памятник российскому спасателю           | Сквер на улице Молодогвардейская                                                 | 23 декабря 2015 года Автор: Николай Куклев |  |
| Возвращение Героя                        | Бульвар Ивана Финютина, дом 20                                                   | 12 мая 2017 года Автор: Иван Мельников Скульптура представляет собой солдата, вернувшегося с войны, сидящего на скамье. Скульптура выполнена из бронзы. Высота: 1,2 метра. Ширина: 2,5 метра. |  |
| Самарский пивовар                        | Волжский проспект, дом 4                                                         | 28 декабря 2017 года |  |
| Аммонит                                  | Сквер напротив загородного парка                                                 | 15 сентября 2016 Автор: Кристина Цибер |  |

## Мемориальные доски

### Именные
- 1974 — Посвящённая Георгию Димитрову (ул. Шостаковича, 5; пл. Чапаева)
«В этом доме с 1941 году жил и работал выдающийся деятель международного коммунистического и рабочего движения Георгий Димитров».
Открыта 5 сентября 1974 года. Скульптор — Губарев В. А.
- 1997 — Посвящённая Владимиру Высоцкому (ул. Молодогвардейская, 222; Дворец спорта)
 «В этом здании в 1967 г. выступал Владимир Высоцкий»
- 1998 — Посвящённая Петру Милославову (ул. Галактионовская, 189)
«В этом доме с 1955 по 1975 год жил основатель Государственного Волжского русского народного хора / Заслуженный деятель искусств РСФСР / Милославов Петр Михайлович (1898—1975 гг.)» (открыта 2 апреля 1998 года)
- 1999 — В честь контр-адмирала, командира подводной лодки К-21 Северного флота Николая Лунина (ул. Фрунзе, 161)
На счету Н. А. Лунина — 20 потопленных вражеских кораблей, в том числе и линкор «Тирпиц». Установлена 7 мая 1999 года.
- 2001 — Посвящённая Валерию Грушину (ул. Молодогвардейская, 151; корпус № 1 Самарского университета)
«В этом здании Авиационного института с 1962 по 1967 год учился Валерий Грушин, имя которого носит всероссийский фестиваль авторской песни — Грушинский фестиваль»
- 2001 — Посвящённая Власу Иванову-Паймену (ул. Самарская, 203)
«В этом доме жил и работал классик чувашской литературы Влас Захарович Иванов-Паймен (1907—1973 гг.)» (также на доске присутствует надпись на чувашском языке; открыта в декабре 2001 года в рамках празднования дней чувашской культуры в Самарской губернии)
- 2004 — Посвящённая Александру Ямщикову (ул. Льва Толстого, 142)
«В этом доме в 1925 году родился Герой Советского Союза Ямщиков Александр Васильевич. Участник боев за Москву, Ленинград, Сталинград, Днепр».
- 2005 — Посвящённая Сергею Рябову, Герою Советского Союза (ул. Димитрова, 60)
- 2006 — В честь Альфреда фон Вакано (Волжский пр., Жигулёвский пивоваренный завод)
«Альфреду фон Вакано — основателю Товарищества Жигулевскаго пивовареннаго завода, предпринимателю, коллекционеру и благоустроителю города Самары от благодарных потомков».
- 2006 — Посвящённая Дмитрию Шостаковичу (ул. Шостаковича, 5; пл. Чапаева)
«В годы Великой Отечественной войны в этом здании жил и работал выдающийся композитор XX века Дмитрий Дмитриевич Шостакович. Здесь в 1942 году им была завершена работа над Седьмой (Ленинградской) симфонией»
- 2007 — Посвящённая Сергею Рябову, Герою Советского Союза (в здании школы № 101, пр. Кирова, 319)
- 2007 — Посвящённая Аннете Басс (ул. Куйбышева, 92)
«В этом здании с 1989 по 2000 гг работала / Почетный гражданин Самарской области и города Самары, Заслуженный работник культуры РФ / Директор Самарского художественного музея Аннета Яковлевна Басс».
- 2007 — Посвящённая Всеволоду Егоршину (ул. Мяги, 8)
«В этом доме с 1977 по 2006 год жил художник, военный историк, общественный деятель, автор книг: „Генералиссимусы“, „Фельдмаршалы и маршалы“, „Адмиралы флота“, ветеран Великой Отечественной войны Всеволод Алексеевич Егоршин».
- 2007 — Посвящённая Игорю Солдатову (ул. Молодогвардейская, 218)
«В этом доме 1961 г. по 1998 г. жил академик Российской академии наук / Герой Социалистического Труда / Почетный гражданин города Самары / Игорь Борисович Солдатов / (1923—1998 гг.)»
- 2007 — Посвящённая Александру Аминеву (ул. Галактионовская, 189)
«В этом доме 1945 г. по 1984 г. жил академик Заслуженный деятель науки / Заведующий кафедрой госпитальной хирургии СамГМУ, профессор / Александр Михайлович Аминев/ (1904—1984 гг.)»
- 2008 — Посвящённая Александру Меркулову
«В этом доме с 1969 по 1998 годы жил участник ликвидации катастрофы на Чернобыльской АЭС, ветеран Великой Отечественной войны, заслуженный деятель науки и техники РСФСР Меркулов Александр Петрович»
- 2008 — Посвящённая Герою Советского Союза Иосифу Гейбо (ул. Спортивная, 25)
«В этом доме с марта 1959 г. по апрель 1992 г. жил Герой Советского Союза, генерал-майор авиации, участник Великой Отечественной войны 1941—1945 гг. Гейбо Иосиф Иванович (24.04.1910-16.04.1992)»
- 2008 — Посвящённая Николаю Симонову (пл. Чапаева, 1; Самарский драмтеатр)
«В Самарском театре драмы с 1931 по 1934 годы работал выдающийся актёр / Народный артист СССР / Лауреат Государственных премий СССР / Николай Симонов». Скульптор — Карэн Саркисов
- 2008 — Посвящённая Вере Ершовой (пл. Чапаева, 1; Самарский драмтеатр)
Скульптор — Карэн Саркисов
- 2008 — Посвящённая Алихану Калиматову (ул. Академика Павлова, 1)
17 сентября 2007 года сотрудник ФСБ Калиматов, выпускник Самарского государственного университета, погиб в ходе выполнения боевой задачи. Он похоронен на своей родине в Ингушетии. За свой подвиг ему посмертно присвоено звание Героя Российской Федерации.
- 2009 — Посвящённая Александру Наумову (ул. Куйбышева, 151)
Скульптор — Иван Мельников.
- 2009 — Посвящённая 70-летию открытия в особняке Наумова Дворца детей (пионеров) (ул. Куйбышева, 151)
Скульптор — Иван Мельников.
- 2009 — Посвящённая 100-летию со дня рождения Павла Мочалова
- 2009 — Посвящённая Герою Советского Союза Ивану Ваничкину (Парк культуры и отдыха «Молодёжный»)
- 2010 — Посвящённая почетному гражданину Самары Евгению Кочетову (ул. Солнечная, 1)
- 2014 — Памятная доска Герою Советского Союза Сафонову Фёдору Матвеевичу (ул. Вилоновская, 1)
- 2014 — Памятная доска Народному артисту СССР Монастырскому Пётру Львовичу (ул. Вилоновская, 10)
- 2015 — Посвящённая легендарному советскому разведчику Вильяму Фишеру (Рудольфу Абелю) (ул. Молодогвардейская, 8)
- Посвящённая Владимиру Ленину, Самарская публичная библиотека (ул. Куйбышева, 95)
«Во втором этаже этого здания находилась Самарская публичная библиотека. Её активным читателем в 1889—1993 годах был В. И. Ульянов-Ленин».
- Посвящённая Владимиру Ленину, Самарский губернский суд Архивная копия от 5 марта 2016 на Wayback Machine (ул. Куйбышева, 60 / ул. Венцека, 39; пл. Революции)
«В 1892—1893 годы в этом здании работал помощником присяжного поверенного Самарского окружного суда В. И. Ульянов-Ленин».
- Посвящённая Владимиру Ленину (ул. Фрунзе, 65 / ул. Венцека, 45)
«В этом доме в 1889—1893 годах и в 1897 году В. И. Ульянов-Ленин бывал у присяжного поверенного Самарского окружного суда А. Н. Хардина»
- Посвящённая Дмитрию Ульянову (ул. Фрунзе, 65 / ул. Венцека, 45)
«В 1889—1893 годах здесь учился Д. И. Ульянов»
- Посвящённая Марку Елизарову (ул. Фрунзе, 65 / ул. Венцека, 45)
«В 1882 году эту гимназию закончил М. Т. Елизаров»
- Посвящённая Марии А. Ульяновой (ул. Фрунзе, 65 / ул. Венцека, 45)
«В этом здании размещалась мужская гимназия, где в 1863 году сдавала экзамены на звание учительницы мать В. И. Ленина М. А. Ульянова»
- Посвящённая Марии И. Ульяновой (ул. Ленинская, 126)
«В этом доме в 1901—1902 гг. проживала М. И. Ульянова — видная деятельница большевистской партии / член бюро русской организации „Искры в Самаре“».
- Посвящённая Марии И. Ульяновой (ул. Алексея Толстого, 38)
«В этом доме размещалась женская гимназия, где в 1889—1993 годах училась сестра В. И. Ленина М. И. Ульянова»
- Посвящённая Марии И. Ульяновой (ул. Фрунзе, 116)
«Здесь в здании бывшей губернской управы в 1902—1903 г. г. работала Мария Ильинична Ульянова — видный деятель Коммунистической партии»
- Посвящённая Никифору Вилонову (ул. Вилоновская, 19, пересечение с ул. Галактионовской)
«Вилонов Никифор Ефремович (1883—1910 гг.) Первый председатель Совета рабочих депутатов в Самаре в 1905 году».
- Посвящённая Михаилу Сорокину (ул. Победы, 94)
«Здание построено в 1934 г. строителями завода им. В. В. Куйбышева под руководством М. Я. Сорокина — Героя Советского Союза, погибшего на фронте в 1943 г.»
- Посвящённая Тихону Ерошевскому (ул. Куйбышева, 155)
«В этом доме с 1958 года по 1984 год жил Герой Социалистического Труда, член-корреспондент АМН СССР, почётный гражданин Куйбышева Тихон Иванович Ерошевский.»
- Посвящённая Владимиру Овсянникову (ул. Молодогвардейская, 131А; корпус СамГТУ)
«В этом здании учился Герой Советского Союза Овсянников Владимир Васильевич студент механического факультета Куйбышевского индустриального института 1940 года».
- Посвящённая Максиму Горькому (ул. Максима Горького, 126)
«В подвальной комнате этого дома в 1895 г. жил великий пролетарский писатель Алексей Максимович Горький».
- Посвящённая Максиму Горькому (ул. Куйбышева, 75; пл. Революции)
«В этом здании в 1895—1896 годах в редакции самарской газеты работал Алексей Максимович Горький»
- Посвящённая Максиму Горькому (ул. Куйбышева, 91)
«В этом доме с декабря 1895 года по май 1896 года жил и работал великий пролетарский писатель Алексей Максимович Горький» (мемориальная доска с гипсовым бюстом)
- Посвящённая Григорию Пономаренко (ул. Фрунзе, 144)
«В этом доме с 1952 по 1962 г. жил и творил Народный артист СССР композитор Пономаренко Григорий Фёдорович» (вандализирована)
- Посвящённая Виктору Земецу (ул. Фрунзе, 179)
«В этом доме жил (с 17.06.1983 по 02.08.1992 г.) / Генеральный директор авиационного завода / Герой Социалистического Труда / Почётный гражданин г. Самары / Виктор Петрович Земец»
- Посвящённая Виктору Лукачёву (ул. Молодогвардейская, 151; корпус № 5 Самарского университета)
«Здесь учился и работал крупный учёный, организатор науки и образования / Герой Социалистического Труда / профессор / Лукачёв Виктор Павлович / ректор вуза с 1956 г. по 1988 г., внесший выдающийся вклад в становление и развитие Самарского государственного аэрокосмического университета»
- Посвящённая Ярославу Гашеку (ул. Куйбышева, 100)
«В этом здании с апреля по июнь 1918 года жил и работал известный чешский писатель Ярослав Гашек.» (вандализирована — 3 марта 2006 года с доски был украден мраморный бюст писателя; см. фото оригинал)
- Посвящённая Маргарите Лимаровой (ул. Фрунзе, 155; Музей-усадьба А. Н. Толстого)
«Музей А. Н. Толстого создан благодаря вдохновенному и самоотверженному труду его первого директора Маргариты Павловны Лимаровой (1929—1992 г.)».
- Посвящённая Николаю Мельникову (ул. Степана Разина, 49; здание школы № 63)
«В этом здании школы № 63 с 1962 г. по 2000 г. работал / Заслуженный учитель РСФСР. / Почетный гражданин г. Самары. / участник Великой Отечественной войны / Мельников Николай Иванович / чьё имя носит школа с 26.06.2003 г.»
- Посвящённая Михаилу Фрунзе (ул. Фрунзе, 114; Дом-музей М. В. Фрунзе)
«В этом доме в 1919 году жил / командующий Южной группы войск Восточного фронта / Михаил Васильевич Фрунзе» (вандализирована)
- Посвящённая Михаилу Фрунзе (ул. Фрунзе, 116 / ул. Льва Толстого 25)
«В этом здании в 1919 году находился штаб Южной группы Восточного фронта под руководством Михаила Васильевича Фрунзе» (вандализирована, украден бюст, металлические  части композиции см. фото оригинал (недоступная ссылка))
- Посвящённая Александру Васильеву (ул. Некрасовская, 48)
«В этом доме с 1912 по 1918 гг. жил выдающийся художник театра, живописец, член-корреспондент Академии художеств СССР, Народный художник РСФСР Александр Павлович Васильев (11.01.1911 — 10.11.1990)»
- Посвящённая Глебу Кржижановскому (ул. Алексея Толстого, 31)
«В этом здании в 1882—1889 гг. учился старейший деятель революционного движения Глеб Максимилианович Кржижановский».
- Посвящённая Алексею Толстому (ул. Алексея Толстого, 31)
«В этом здании, бывшем Самарском реальном училище, в 1898—1901 гг. учился русский советский писатель А. Н. Толстой»
- Посвящённая Николаю Семёнову (ул. Алексея Толстого, 31)
«В этом здании бывшего Реального училища в 1910—1913 гг. учился лауреат Нобелевской премии академик Николай Николаевич Семёнов»
- Посвящённая Борису Карякину (пер. Карякина, 9)
«Переулок назван в честь Карякина Бориса Ивановича / Почетного гражданина города Самары / директора завода Металлист с марта 1969 г. по февраль 1987 г.»
- Посвящённая Михаилу Агибалову (ул. Красноармейская, 117; угол с ул. Агибалова)
«Улица названа в честь Героя Советского Союза Михаила Павловича Агибалова / Погиб осенью 1941 года в битве за Москву»
- Посвящённая Петру Потапову (ул. Потапова, 78)
«Герой Советского Союза / Потапов, Петр Матвееич / 1917—1945 / Токарь-стахановец з-да им. Масленникова. / 6 января 1945 г. в боях за Будапешт направил свой горящий самолет на скопление техники и фашистов»
- Посвящённая Евгению Зубчанинову (пос. Зубчаниновка, ул. Александра Невского, 95)
«… 30 мая 1910 года. / Основателю посёлка Зубчанинову Евгению Андреевичу»
- Посвящённая Павлу Мочалову (пр. Металлургов, 75)
«Дворец культуры имени Мочалова Павла Петровича — первого директора СМЗ»
- Посвящённая Дмитрию Карбышеву (ул. Гагарина, 109; угол с ул. Карбышева)
«Улица названа в память Героя Советского Союза генерал-лейтенанта Карбышева Дмитрия Михайловича (1880—1945 гг), зверски замученного фашистами в годы Великой Отечественной войны (1941—1945 гг)».
- Посвящённая Дмитрию Карбышеву (ул. Венцека, 67)
«В этом здании в 1919 году размещалось 6-е управление военно-полевого строительства Восточного фронта, начальником которого был генерал-лейтенант инженерных войск, Герой Советского Союза Дмитрий Михайлович Карбышев» (вандилизирована, украден барельеф Карбышева; см. фото оригинал (недоступная ссылка))
- Посвящённая Франциску Венцеку (ул. Венцека, 61)
«Венцек Франциск Иванович / Член КПСС с 1904 г. вел активную революционную работу в г. Самаре / с 1917 г. член Губисполкома и председатель Ревтрибунала, убит белогвардейцами на этой улице 8 июня 1918 г.»
- Посвящённая Александру Масленикову (ул. Новосадовая, 106; здание завода им. Масленникова)
«Масленников Александр Александрович / (1890—1919 гг.) / Профессиональный революционер работал в партийных организациях большевиков Петербурга, Самары, Туруханска. В 1918 году — председатель Самарского городского комитета РСДРП (Б), организатор обороны города от войск контрреволюции, погиб в застенках белогвардейской контрразведки».
- Посвящённая Александру Буянову (Комсомольская площадь, 24)
«В этом здании в 1901—1903 гг. учился Буянов Александр Арсеньевич — видный самарский революционер»
- Посвящённая Георгию Шебуеву (была установлена по адресу ул. Ленинградская, 72; пересечение с ул. Галактионовской)
«В этом доме жил 1936—1974 г. Народный артист РСФСР, лауреат госпремий СССР Георгий Александрович Шебуев» (украдена; см. фото оригинал (недоступная ссылка))
- Посвящённая Ивану Хабарову (ул. Свободы, 105)
«В этом доме с 1988 г. по 2000 г. жил бригадир комплексной бригады трест Металлургстрой, Герой Социалистического Труда Иван Тимофеевич Хабаров»
- Посвящённая Михаилу Осипову (ул. Красноармейская, 93)
«В этом здании с 1946 по 1970 гг работал видный организатор нефтяной промышленности / основатель института Гипровостокнефть, лауреат Ленинской премии / Осипов Михаил Григорьевич» (доска с барельефом)

### Памятные
- Крепость Самара — памятная доска с изображением первой самарской крепости на заборе здания по адресу ул. Водников, 2[49].
- Куйбышевский Дворец пионеров (ул. Куйбышева, 151)
Сохранённая историческая вывеска.
- Расположение эвакогоспиталя (ул. Молодогвардейская, 196)
«В этом здании в годы Великой Отечественной войны размещался эвакогоспиталь № 3999»
- Расположение эвакогоспиталя (ул. Чапаевская, 89)
«В этом здании в годы Великой Отечественной войны размещался эвакогоспиталь № 5334»
- Посвящённая событиям 1905 года (ул. Льва Толстого, 94; Дворец культуры железнодорожников)
«В этом здании 30 октября 1905 года состоялось собрание по организации первого в Самарской Губернии профессионального Союза трудящихся.»
- Посвящённая событиям 1905 года (ул. Льва Толстого, 94; Дворец культуры железнодорожников)
«В революцию 1905 года Пушкинский народный дом был центром революционного движения в Самаре. Здесь проходили рабочие собрания и митинги, заседал первый Самарский Совет рабочих депутатов. 23/10 декабря 1905 года в этом здании собралось до 2000 человек и произошла схватка с царскими войсками. Многие были избиты нагайками и прикладами.»
- Посвящённая клубу коммунистов в 1917—1918 годах (ул. Льва Толстого, 26)
«В этом здании с ноября 1917 по январь 1918 года размещался клуб коммунистов и губком РСДРП.»
- Самарский памятник связистам, погибшим в Великой Отечественной войне (фото с открытия Архивная копия от 16 июля 2010 на Wayback Machine)
- Посвящённая штабу 1 Краснознаменной запасной штурмовой авиабригады в годы ВОВ (ул. Куйбышева, 145)
«В годы Великой Отечественной войны 1941—1945 гг. здесь размещался штаб 1 Краснознаменной запасной штурмовой авиабригады, награждённой Орденом Красного знамени за подготовку летных кадров для частей действующей армии.»
- Посвящённая военному производству во время Второй мировой войны (пересечение улиц Мичурина и Полевой; здание трамвайно-троллейбусного управления)
«В этом здании / 1941—1945 гг. / изготовлялись корпуса противотанковых мин и головки для реактивных снарядов легендарных „Катюш“.»
- Посвящённая клубу коммунистов и штабу обороны Самары (ул. Венцека, 48)
«В этом здании в 1918 году размещались клуб коммунистов и штаб обороны Самары под руководством В. В. Куйбышева / 8 июня 1918 года около клуба были схвачены и растерзаны белогвардейцами член самарского губисполкома председатель революционного трибунала Ф. И. Венцек, заведующий отделом горисполкома И. И. Штыркин, красногвардеец Мария Вагнер и другие борцы за Советскую власть»
- Посвящённая погибшим красногвардейцам (ул. Шостаковича, 5; пл. Чапаева)
«На этой площади захоронены погибшие в борьбе с контрреволюционерами в декабре 1917 года красногвардейцы: И. В. Булатов, И. Г. Гушель, П. П. Колодов, В. Х. Лужевский, З. А. Сарбаев, Ф. А. Сопляков, Н. Я. Спрыгин, М. С. Степанов, В. А. Цыкин. В августе 1921 года — начальник дорожно-транспортной ЧК А. Ф. Силин. В январе 1922 года — чекисты С. И. Сологубов и В. А. Яковлев-Семенов.»
- Посвящённая штабу Красной Гвардии и погибшим красногвардейцам (ул. Фрунзе, 167; здание СГАКИ)
«В ноябре—декабре 1917 года в этом здании находились реввоенсовет рабочих и солдатских депутатов и штаб Красной Гвардии города Самары / 30 ноября на посту у входа в Белый дом был убит красногвардеец, рабочий трубочного завода, большевик М. С. Степанов / В ночь на 15 декабря при взрыве в подвале Белого дома, организованного контрреволюционерами, были убиты 8 красногвардейцев и 30 ранены»
- Посвящённая штабу Первой самарской дивизии (1918) (ул. Куйбышева, 111)
«Здесь размещался штаб Первой самарской дивизии части которой под командованием С. П. Захарова первыми вступили в Самару 7 октября 1918 года»
- Посвящённая съезду коммунистов Мордовии в 1921 году (ул. Куйбышева, 92)
«В этом здании с 10 по 14 июня 1921 года состоялся первый всероссийский съезд коммунистов Мордовии.»
- Самарский коммерческий клуб (1890 год) (ул. Куйбышева, 104)
«В этом здании, где размещался коммерческий клуб, в январе 1890 года В. И. Ульянов-Ленин встречался с передовой революционно настроенной молодежью.»
- 2е потребительское общество (1910—1912) (ул. Маяковского, 42)
«В этом доме, в 1910—1912 гг помещалось 2е потребительское общество, в нём велась активная работа самарских большевиков.»
- Подпольная типография (1905 год) (ул. Чапаевская, 106)
«В 1905 году в подвале этого дома находилась подпольная типография Восточного бюро ЦК РСДРП.»
- Посвящённая дружине юных пионеров (1923) (ул. Самарская, 190А; здание школы № 81)
«Здесь, в апреле 1923 года, под руководством Степана Васильевича Елисеева была организована и работала одна из первых в Самарской губернии третья дружина юных пионеров имени Эдвина Гёрнле при 3-м трубочном райкоме РКСМ гор. Самары.»
- Посвящённая памяти павших во время ВОВ (ул. Самарская, 190А; здание школы № 81)
«В 1941 г. ушли на фронт и не вернулись, отдав свои жизни за свободу Родины во имя Победы над гитлеровской Германией: / Бакшеев Л. С. — первый завуч шк. 81 / Киров Женя — погиб в Германии в 1945 / Лебедев Андрей — погиб в Литве / Малышева Жозефина — погибла под Запорожьем / Носарев Саша — погиб под Сталинградом / Сесарев Саша — погиб под Волоколамском / Феоктистов Володя — погиб на Пулковских рубежах / Филимонов Юра — погиб под Ржевом. Памяти павших будьте достойны»
- Посвящённая первой пионерской дружине в области (1922) (ул. Самарская, 95; здание Театра юного зрителя)
«В этом здании 17 октября 1922 года была создана первая в нашей области пионерская дружина» (вандализирована)
- Посвящённая первому марксистскому кружку (1892—1893) (ул. Садовая, 154)
«В этом доме, в квартире видного революционера А. П. Скляренко 1892—93 гг. собирался первый марксистский кружок, созданный В. И. Лениным.»
- Посвящённая открытию «Альянс Франсез» в Самаре (ул. Высоцкого, 10)
«Alliance Française / Был открыт Президентом Французской Республики Жаком Шираком и Губернатором Самарской области Константином Титовым под патронажем Французской Академии 3 июля 2001 года» (Альянс Франсез в Самаре — это первый Альянс в России)
- Храм во славу Казанской Иконы Пресвятой Богородицы (ул. Льва Толстого, 11 )
2 доски: выше — название, ниже — «- построен в 1878 г. / — отобран у верующих в 1929 г. / — вновь открыт для богослужений в 1996 г.»
- Посвящённая Куйбышевскому суворовскому военному училищу (ул. Алексея Толстого, 31)
«Здесь с 1944 по 1964 год размещалось Куйбышевское суворовское военное училище»
- Экипажам и судам (ул. Максима Горького, 82; здание Речного вокзала)
«Согласно Решению Правительства Союза ССР от 02.VI.86 г экипажи д/э Россия, Карелия, Эстония, Киргизия в период с VI-86 по XI-89 гг принимали участие в ликвидации аварии на Чернобыльской АЭС. Задание Правительства речники с честью выполнили. Сохранили суда и вернули их на Волгу, проявив мужество и профессионализм.»
- Посвящённая открытию первой в Самаре Сберегательной кассы (ул. Куйбышева, 93)
«В этом здании 10 октября 1923 года была открыта первая Самарская губернская государственная трудовая сберегательная касса № 28»
- Посвящённая Самарскому городскому комитету комсомола (1918—1919) (ул. Куйбышева, 87)
«В этом здании с декабря 1918 года по май 1919 года размещался Самарский городской комитет комсомола» (с барельефом В. И. Ленина)
- Посвящённая заводу имени Масленникова (Ново-Садовая улица, 106)
«Завод открыт 27 сентября 1911 года / В 1923 году ему присвоено имя пламенного революционера-ленинца А. А. Масленникова / С января 1975 года — Производственное объединение „Завод имени Масленникова“»
- Посвящённая Куйбышевскому техникуму железнодорожного транспорта (Комсомольская площадь, 24)
«1879—1979 / Куйбышевскому техникуму железнодорожного транспорта им. Александра Арсеньевича Буянова / 100 лет»
- Посвящённая первому жилому дому в мемориальной зоне музея В. И. Ленина (ул. Галактионовская, 139)
 «Первый жилой дом на 109 квартир мемориальной зоны музея В. И. Ленина построен в 1984 году коллективом ордена Трудового Красного Знамени строительно-монтажного треста N 11 Главсредневолжскстроя в ознаменование 40-летия Победы советского народа в Великой Отечественной войне 1941—1945 гг.»
- Посвящённая самарскому дворцу спорта (ул. Молодогвардейская, 222)
 «Дворец спорта построен коллективами строительных организаций и промышленных предприятий города в честь пятидесятилетия советской власти»
- Посвящённая погибшим сотрудникам УВД Самарской области (угол ул. Куйбышева / ул. Пионерской)
«На этом месте 10 февраля 1999 г. трагически погибли 57 сотрудников УВД Самарской области» (прикреплена на гранитный постамент)
- Памятная высеченная надпись (ул. Куйбышева, 92)
«Есть одна священная война — это война трудящихся против эксплуататоров»

### Представительствам иностранных государств в годы ВОВ
Ниже перечислены мемориальные доски установленные на некоторых из зданий в которых размещались посольства, миссии и представительства иностранных государств в СССР в годы Великой Отечественной войны.
- 2002 — Расположение посольства Великобритании (ул. Куйбышева, 151)
«В этом здании в годы Великой Отечественной войны находилось посольство Соединенного Королевства Великобритании и Северной Ирландии»
- Расположение миссии Бельгии в 1941—1943 годах (ул. Садовая, 166)
«В этом здании в годы Великой Отечественной войны размещалась миссия Королевства Бельгии в СССР. В 1941—1943 гг.»
- Расположение миссии Канады в 1941—1943 годах (ул. Чапаевская, 181)
«В этом здании в 1941—1943 годах размещалась миссия Канады в СССР»
- Расположение посольства Кубы в 1941—1943 годах (ул. Куйбышева, 129)
«С 1941 по 1943 гг. в этом здании располагалось посольство Кубы в СССР»
- Расположение миссии Норвегии в 1941—1943 годах (ул. Молодогвардейская, 119)
«В этом здании в 1941—1943 гг. размещалась миссия Королевства Норвегии в СССР»
- Расположение посольства Польши в 1941—1943 годах (ул. Чапаевская, 165)
«В этом здании в 1941—1943 годах размещалось посольство Республики Польши в СССР»
- Расположение посольства США в 1941—1943 годах (ул. Некрасовская, 62)
«В этом здании в 1941—1943 годах размещалось посольство Соединенных Штатов Америки в СССР»
- Расположение представительства комитета национального освобождения Франции в 1943 году (ул. Куйбышева, 111)
«В этом здании в 1943 году находилось представительство комитета национального освобождения Франции»
- Расположение посольства Чехословакии в 1941—1943 годах (ул. Фрунзе, 113)
«В этом здании в 1941—1943 годах располагалось посольство Чехословацкой Республики в СССР»
- Расположение миссии Королевства Швеции в 1941—1943 годах (ул. Красноармейская, 15)
«В этом здании в 1941—1943 годах размещалась миссия Королевства Швеции»
- Расположение посольства Японии в 1941—1943 годах (ул. Чапаевская, 80)
«В этом здании в 1941—1943 годах располагалось посольство Японии в СССР»

## Памятные знаки
Список не полон. Пожалуйста, дополните его.

- 2008 — Русскому историку, академику Сергею Платонову (Детский парк имени Николая Щорса). Установлен 7 июня 2008 года. Точное место захоронения Сергея Платонова не известно, так как в 1933 году городское кладбище, размещавшееся на месте парка Щорса и на котором был похоронен академик, было перенесено на современную территорию.
- Посвящённый Владимиру Ленину (ул. Ленинская,133; пересечение ул. Ленинской и Рабочей)
«В этом доме с мая 1890 года по август 1893 года жил В. И. Ульянов-Ленин.»
- Посвящённая военно-революционному комитету (ул. Куйбышева, 151)
«В этом здании в 1917—1918 годах работал военно-революционный комитет города под председательством Валериана Владимировича Куйбышева»
- Самарцам — пограничникам Архивная копия от 5 марта 2016 на Wayback Machine (набережная Октябрьского района, Челюскинский спуск).
- Памятный знак в виде раскрытой книги, посвящённый Виктору Ивановичу Муравленко, установлен в 2012 году на бульваре ул. Челюскинцев.

## Капсулы времени
- 2001 — Капсула времени «К 75-летию победы над фашистской Германией.» Архивная копия от 24 августа 2010 на Wayback Machine (ул. Самарская, 205А)
«За этой плитой капсула с посланием молодежи энергетического колледжа и комсомольцев г. Самары в будущее. Май 2001 г. / Вскрыть в мае 2020 г.»
- 2007 — Капсула времени. «Союз журналистов. Обращение к потомкам 2057 года.» Архивная копия от 5 марта 2016 на Wayback Machine (Струковский сад)
- Капсула времени «Молодому поколению 2015 года.» Архивная копия от 8 августа 2014 на Wayback Machine «Вскрыть в канун 70-летия Победы» (Находится в стеле перед проходной завода им. Тарасова на улице Ново-Садовой.)
- Капсула с письмом студентов Куйбышевского Ордена Красного Знамени политехнического института им. В. В. Куйбышева, принятом на митинге, посвященном 50 летию института  Архивная копия от 19 июня 2015 на Wayback Machine (СамГТУ (Политех) 1 корпус.) / Вскрыть в 2030 году